# Симян Илиов
Симян Алексов Илиов е български революционер, деец на Вътрешната македоно-одринска революционна организация.

## Биография
Симян Илиов е роден през 1870 година в охридското село Мраморец, тогава в Османската империя, днес в Северна Македония. Присъединява се към ВМОРО, четник на Смиле Войданов, Деян Димитров, Методи Патчев, Христо Узунов, Петър Чаулев, участник в битките при Ърбиново и Издеглавие, след което е заточен в Диарбекир, откъдето успява да се върне.